# Carlo Ancelotti
Carlo Ancelotti (* 10. Juni 1959 in Reggiolo) ist ein ehemaliger italienischer Fußballspieler und heutiger Fußballtrainer.
Ancelotti ist einer der erfolgreichsten Trainer der europäischen Vereinsgeschichte. Er ist der bislang einzige Trainer, der die Meisterschaft in allen fünf europäischen Topligen gewann (Italien, England, Frankreich, Deutschland und Spanien). Mit fünf Titeln als Trainer ist er Rekordsieger der Champions League, er gewann zwei Mal mit der AC Mailand und drei Mal mit Real Madrid. Seit 2025 ist er Trainer der brasilianischen Nationalmannschaft.
Als Spieler gewann Ancelotti mit der AC Mailand zwei Mal den Europapokal der Landesmeister und drei Mal die Italienische Meisterschaft. Mit der italienischen Nationalmannschaft wurde der Mittelfeldspieler bei der Weltmeisterschaft 1990 Dritter.

## Spielerkarriere

### Vereine

#### AC Parma und AS Rom
Carlo Ancelotti ist der Sohn eines Milch- und Käsebauern aus der oberitalienischen Kleinstadt Reggiolo in der Emilia-Romagna. Als Jugendlicher wechselte Ancelotti zur AC Parma und debütierte 1976 im Alter von 17 Jahren für den Klub in der Serie C. 1979 wechselte er zur AS Rom, mit der er 1982/83 unter Nils Liedholm die Meisterschaft und zwischen 1980 und 1986 viermal die Coppa Italia gewann. In dieser Zeit entwickelte sich Ancelotti als Mittelfeldspieler zum Leistungsträger der Mannschaft und Nationalspieler. In der Zeit von 1984 bis 1987 war er zudem Kapitän.

#### AC Mailand
Von 1987 bis 1992 spielte Ancelotti für die AC Mailand. Bis 1991 wurde er von Arrigo Sacchi trainiert. Ancelotti war ein Spieler des Teams (u. a. mit Franco Baresi, Alessandro Costacurta, Roberto Donadoni, Ruud Gullit, Paolo Maldini, Frank Rijkaard und Marco van Basten), das den Spitznamen Gli Immortali („Die Unsterblichen“) trug und in zwei Jahren sechs Titel gewann, darunter den Europapokal der Landesmeister 1989 und 1990.

### Nationalmannschaft
Nachdem er zuvor elfmal für die U21- und dreimal für die Olympia-Auswahlmannschaft Italiens zum Einsatz gekommen war, nahm Ancelotti mit der A-Nationalmannschaft an der vom 30. Dezember 1980 bis 10. Januar 1981 in Uruguay ausgetragenen Mundialito teil und erzielte im dritten Gruppenspiel beim 1:1 gegen die Niederlande sein erstes Länderspieltor mit dem Treffer zum 1:0 in der siebten Minute.
Ancelotti gehörte dem von Enzo Bearzot betreuten italienischen Kader bei der WM 1986 in Mexiko, bei der Europameisterschaft 1988 in Deutschland und auch dem Aufgebot bei der Weltmeisterschaft 1990 in Italien, bei der er mit der Mannschaft Dritter wurde, an. In der Zeit von 1981 bis 1991 bestritt er für die A-Nationalmannschaft 26 Länderspiele.

## Titel als Spieler
International
(alle AC Mailand)
- Sieger des Europapokals der Landesmeister (2): 1989, 1990
- Weltpokalsieger (2): 1989, 1990
- UEFA-Super-Cup-Sieger (2): 1989, 1990

Italien
- Meister (3): 1983 (AS Rom), 1988, 1992 (beide AC Mailand)
- Pokalsieger (4): 1980, 1981, 1984, 1986 (alle AS Rom)
- Supercupsieger: 1988 (AC Mailand)

## Trainerkarriere
Nach seiner Karriere als Spieler entschied sich Ancelotti, als Fußballtrainer zu arbeiten. Als Co-Trainer unter seinem ehemaligen Vereinstrainer Arrigo Sacchi betreute er die italienische A-Nationalmannschaft. Mit ihr erreichte er das Finale der Weltmeisterschaft 1994, das mit 2:3 im Elfmeterschießen gegen Brasilien verloren wurde.
Im Sommer 1995 unterzeichnete Ancelotti beim Zweitligisten AC Reggiana seinen ersten Vertrag als Cheftrainer. Ihm gelang in seiner Premierensaison der Aufstieg in die Serie A. Nach einer Saison wechselte er im Sommer 1996 zur AC Parma, mit der er 1996/97 Vizemeister wurde und 1997/98 als Sechster die Spielzeit beendete.

### Juventus Turin
Im Februar 1999 folgte Ancelotti dem zurückgetretenen Marcello Lippi als Trainer bei Juventus Turin nach. Er übernahm die Mannschaft auf dem neunten Platz und beendete die Saison 1998/99 als Sechster. In der Champions League führte er Juve, das in den drei vorherigen Spielzeiten jeweils das Endspiel erreicht hatte, nach einem 3:2-Gesamtsieg über Olympiakos Piräus ins Halbfinale. Dort traf man auf Manchester United und Alex Ferguson. Nachdem das Spiel in Manchester zunächst mit 1:1 geendet hatte, ging das Rückspiel vor heimischen Publikum mit 2:3 verloren, womit die Alte Dame den vierten Finaleinzug in Folge verpasste. Im anschließend Sommer 1999 gewann er mit Juventus den UEFA Intertoto Cup. In den Spielzeiten 1999/2000 und 2000/01 wurde er jeweils knapp hinter Lazio Rom bzw. der AS Rom Zweiter der Meisterschaft. In der Spielzeit 2000/01 war er mit der Mannschaft in der Gruppenphase der Champions League gescheitert, woraufhin ihm im Sommer 2001 sein Vorgänger Lippi nachfolgte.
Die zwei Jahre in Turin schilderte Ancelotti in einem Interview Jahre später als negatives Erlebnis. Er fühlte sich von Teilen der Fans der Alten Dame aufgrund seiner Milan-Vergangenheit gehasst und konnte teilweise seine Wohnung nur unter Polizeischutz verlassen.

### AC Mailand

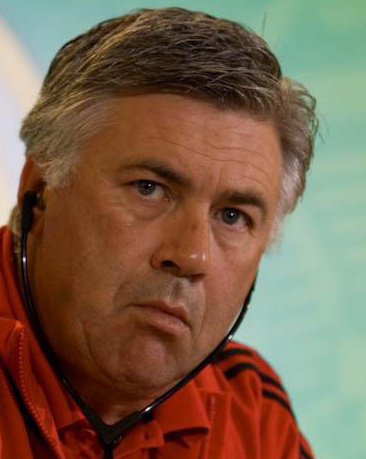
Carlo Ancelotti als Trainer der AC Mailand (2007)

Nach der Entlassung von Fatih Terim unterschrieb Ancelotti einen Dreijahresvertrag bei Milan und übernahm am 7. November 2001 den Trainerposten. Ancelotti war bei seiner Ernennung die Wunschlösung der Verantwortlichen der AC Mailand. Zum Zeitpunkt seines Amtsantritts befanden sich die Rossoneri, mit denen er als Spieler u. a. zwei Scudetti und zwei Landesmeisterpokale gewonnen hatte, in einer Krise. Ancelotti führte den Verein ins UEFA-Pokal-Halbfinale, in dem man dem von Matthias Sammer trainierten Borussia Dortmund mit 3:5 unterlag und beendete die Meisterschaft auf dem vierten Tabellenplatz, wodurch man sich für die Champions League qualifizierte. Nachdem er anfangs öffentlich von Vereinspräsident Silvio Berlusconi wegen der defensiven Spielweise der Mannschaft kritisiert worden war, brachten ihm die disziplinierten Auftritte des Teams letztendlich Respekt ein.
Für die Saison 2002/03 verpflichtete Milan mit Andrea Pirlo und Rui Costa zwei wichtige Neuzugänge. Außerdem entwickelten sich Filippo Inzaghi und Andrij Schewtschenko unter Ancelotti zu einem starken Sturmduo. Ancelottis erste volle Saison sollte direkt zu einem großen Erfolg werden. In der Liga reichte es zwar nur für Platz drei, Elf Punkte hinter Meister Juventus, dafür aber spielten die Rossoneri starke Kampagnen in den Pokalwettbewerben. So schafften Ancelottis Schützlinge nach Siegen über die US Ancona, Chievo Verona und die AC Perugia den Einzug ins Endspiel der Coppa Italia, wo man auf die AS Rom treffen sollte. Ähnlich erfolgreich verlief die Kampagne in der Champions League. Nachdem man beide Gruppenphasen auf dem ersten Platz beendet hatte, traf man im Viertelfinale auf Ajax Amsterdam gegen das man sich nach Hin- und Rückspiel mit 4:3 durchsetzte. Im anschließenden Halbfinale kam es zu einem Derby della Madonnina. Die Partien gegen Inter Mailand fanden beide im Giuseppe-Meazza-Stadion statt und endeten in zwei Remis – 0:0 im Hin- und 1:1 im Rückspiel – worauf Milan aufgrund der Auswärtstorregel (beide Partien hatten in Mailand stattgefunden, das Hinspiel galt jedoch offiziell als Heim- und das Rückspiel als Auswärtsspiel) in sein erstes Champions-League-Finale seit 1995 einzog. Im Finale in Manchester kam es zu einer inner-italienischen Partie, da man dort auf Ancelottis Ex-Verein Juventus Turin und Marcello Lippi traf. Das Spiel in Old Trafford wurde nach 120 torlosen Minuten mit 3:2 im Elfmeterschießen gewonnen und Ancelotti sicherte sich seinen ersten Champions-League-Titel als Trainer. Als Gewinner der Champions League qualifizierten sich Ancelotti und Milan für den europäischen Supercup sowie den Weltpokal. Wenige Tage nach dem Triumph in Manchester folgte der Sieg in der Coppa Italia über die von Ancelottis Ex-Trainer Fabio Capello geleitete AS Rom, womit das „europäische Pokal-Double“ vervollständigt wurde.
Zur Saison 2003/04 wechselte der brasilianische Mittelfeldspieler Kaká zur AC Mailand und wurde in den folgenden Jahren zu einem Schlüsselspieler von Ancelottis Milan. Seine zweite volle Saison beendete Ancelotti mit dem Gewinn der Meisterschaft. Nach den Vizemeisterschaften mit der AC Parma und Juventus Turin war dies Ancelottis erster Meistertitel in seiner Trainerkarriere. Im August 2003 gewann Ancelotti mit den Rossoneri durch einen 1:0-Sieg über den von José Mourinho geführten FC Porto seinen ersten europäischen Supercup. Im Dezember 2003 unterlag man im Weltpokal den Boca Juniors unter Carlos Bianchi. Nach einem 1:1-Unentschieden verlor man mit 1:3 im Elfmeterschießen gegen den amtierenden Copa-Libertadores-Gewinner. In den beiden K.o.-Wettbewerben scheiterte jeweils die Titelverteidigung. In der Champions League verlor Milan im Viertelfinale mit 4:5 knapp gegen Deportivo La Coruña, wobei Ancelottis Schützlinge das Hinspiel im San Siro mit 4:1 gewonnen und das Rückspiel zwei Wochen später mit 0:4 verloren hatten. Im Pokal scheiterte Milan unterdessen im Halbfinale mit einer Gesamtniederlage von 1:6 nach Hin- und Rückspiel deutlich an Lazio Rom unter Roberto Mancini. Im Sommer 2004 verlängerte Ancelotti seinen Vertrag um drei Jahre bis 2007.
In der folgenden Spielzeit 2004/05 misslang die Verteidigung des Scudetto – man beendete die Spielzeit als Zweiter. Dafür erreichte Ancelottis Mannschaft nach Siegen über Manchester United, den Stadtrivalen Inter Mailand und die PSV Eindhoven erneut das Finale der Champions League, in dem man auf den FC Liverpool unter Rafael Benítez traf. In das Finale im Atatürk-Olympiastadion in Istanbul ging man als Favorit. Dem wurde man zunächst auch gerecht, indem man die erste Halbzeit dank eines Tores von Kapitän Paolo Maldini und zwei Treffern Hernán Crespo mit einer 3:0-Führung beendete. In einer der bekanntesten Aufholjagden der Fußballgeschichte kassierte Milan in der zweiten Halbzeit drei Gegentore, womit es nach 90 Minuten 3:3 stand. Auch in der Verlängerung änderte sich nichts mehr am Spielstand und Ancelottis AC Mailand unterlag im Elfmeterschießen mit 2:3.
Nach der Entlassung von Trainer Juan Ramón López Caro im Januar 2006 versuchte Real Madrid Ancelotti als neuen Übungsleiter nach Madrid zu holen. Trotz der Avancen durch die Madrilenen entschied sich dieser gegen einen Wechsel und verlängerte im März 2006 seinen noch bis 2007 laufenden Vertrag in Mailand um ein Jahr bis Juni 2008. Im Rahmen des italienischen Fußball-Skandals 2005/2006 erhielten die Rossoneri im Sommer 2006 einen Punktabzug für die folgende Serie-A-Saison, was einen Gewinn des Scudetto unwahrscheinlich werden ließ. In Reaktion darauf richtete sich Ancelottis Fokus auf die Champions League, die nun die beste Chance auf einen Titel bot. Am Ende der Saison wurde das Finale in Athen erreicht, wo man erneut auf den FC Liverpool traf. Anders als in Istanbul zwei Jahre zuvor setzte sich dieses Mal die AC Mailand nach zwei Toren von Filippo Inzaghi mit 2:1 durch. Ancelotti gewann damit seinen zweiten Champions-League-Titel. Anfang Juni 2007 verlängerte er seinen Vertrag um weitere drei Jahre.
Die Saison 2007/08 verlief äußerst durchwachsen. Im August 2007 gelang Ancelotti zunächst der Gewinn seines zweiten europäischen Supercups. Mit 3:1 setzten sich Ancelottis Schützlinge dabei gegen UEFA-Pokal-Gewinner FC Sevilla durch. Im Dezember gewann Ancelotti zudem seine erste FIFA-Klub-Weltmeisterschaft durch einen 4:2-Sieg über die Boca Juniors. Die anderen Wettbewerben verliefen dafür deutlich schwächer. So endeten sowohl die Kampagne in der Coppa Italia als auch die Titelverteidigung in der Champions League gleich im Achtelfinale, der ersten K.o.-Runde. In der Königsklasse unterlag Milan dabei mit 0:2 Arsenal London und in der Coppa Italia mit 2:3 Catania Calcio. Die Meisterschaft beendete die AC Mailand unterdessen schlussendlich auf Rang fünf, womit unter der Führung Ancelottis erstmals die Qualifikation für die Champions League verpasst wurde. Nach Saisonende bekräftigte die Vereinsführung in Form von Vizepräsident Adriano Galliani öffentlich Ancelottis Verbleib und lehnte eine Anfrage des FC Chelsea, der mit Ancelotti über ein Engagement als Nachfolger des entlassenen Avram Grant sprechen wollte, ab.
Die Spielzeit 2008/09 wurde Ancelottis letzte als AC-Mailand-Trainer. In der Meisterschaft wurde der Verein Dritter, womit man sich nach einem Jahr Unterbrechung wieder für die Champions League qualifizierte. Die Kampagne im UEFA-Pokal verlief für Ancelottis Schützlinge überaus enttäuschend. Gleich in der ersten K.o.-Runde unterlag man Werder Bremen aufgrund der Auswärtstorregel, mit einem Gesamtergebnis von 3:3. Am 31. Mai 2009, ein Jahr vor Vertragsende, wurde das Arbeitsverhältnis beendet. Einen Tag später unterschrieb Ancelotti einen Vertrag beim FC Chelsea, nachdem im Sommer zuvor ein derartiger Wechsel noch durch die Vereinsführung unterbunden worden war. Ancelottis Nachfolger wurde sein ehemaliger Spieler Leonardo.

### FC Chelsea

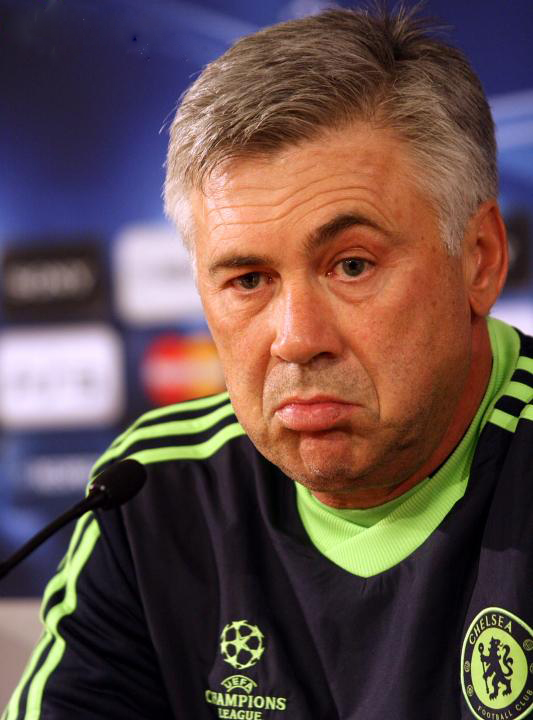
Carlo Ancelotti als Trainer des FC Chelsea (2010)

Am 1. Juni 2009 wurde Carlo Ancelotti als neuer Trainer des FC Chelsea vorgestellt. Sein Vertrag war bis 2012 befristet. In seinem ersten Pflichtspiel gewann er mit dem FC Chelsea den FA Community Shield gegen Manchester United im Elfmeterschießen. Am 9. Mai 2010 sicherte sich Ancelotti mit seiner Mannschaft die Meisterschaft mit einem Punkt Vorsprung vor Manchester United. Der FC Chelsea stellte in dieser Saison den besten Angriff der Liga mit 103 Toren. Ebenso gewann Ancelotti mit Chelsea in dieser Saison den FA-Cup und damit das erste Double der Vereinsgeschichte. In der Champions League scheiterte er mit seiner Mannschaft frühzeitig im Achtelfinale an Inter Mailand.
In der folgenden Spielzeit konnte Chelsea mit Ancelotti nicht an die Erfolge des Vorjahrs anknüpfen. In der Liga wurde man Vizemeister, neun Punkte hinter Manchester United mit Dauertrainer Alex Ferguson. Auch in der Champions League zog Chelsea im Viertelfinale gegen das Ferguson-Team den Kürzeren. Ebenso endeten beide nationalen Pokalwettbewerbe für Ancelottis Schützlinge frühzeitig. Bereits vor Saisonende wurde über Ancelottis Nachfolge spekuliert und die Trennung kurz nach dem letzten Saisonspiel schließlich vollzogen.

### Paris Saint-Germain
Zum Jahreswechsel 2011/12 übernahm er den französischen Erstligisten Paris Saint-Germain als Nachfolger von Antoine Kombouaré. Nachdem sich der Verein in der Sommerpause mit namhaften Spielern wie Zlatan Ibrahimović und Thiago Silva verstärkt hatte, gewann Ancelotti in der Saison 2012/13 die Meisterschaft. Dennoch bat er den Verein um eine Freigabe, um José Mourinho als Trainer bei Real Madrid zu beerben. Diese wurde ihm von der Vereinsführung zunächst verwehrt. Nachdem PSG mit Laurent Blanc einen Nachfolger gefunden hatte, einigte man sich auf eine Vertragsauflösung.

### Real Madrid
Im Sommer 2013 übernahm Ancelotti die Zügel beim spanischen Rekordmeister Real Madrid. Er trat die Nachfolge von José Mourinho an und unterschrieb einen bis zum 30. Juni 2016 gültigen Vertrag. Mit Ancelottis Engagement wurden hohe Erwartungen bei Fans und Beobachtern verbunden. Im Mittelpunkt von diesen stand der umgehende Gewinn von La Décima, Real Madrids zehntem Champions-League-Titel. Der Gewinn der Décima hatte sich dabei in den vorherigen Jahren zu einer Obsession des Vereins entwickelt, nachdem der letzte Triumph in der Königsklasse in immer weitere Ferne gerückt und inzwischen über ein Jahrzehnt her war. Ancelotti selbst bestätigte bei seiner Vorstellung, dass der Gewinn der Décima im Mittelpunkt seiner Amtszeit stehen würde:
„Dieser zehnte Titel – La Décima – weckt so große Sehnsüchte bei allen, die hier im Klub arbeiten, und ich bin ehrgeizig und verantwortungsbewusst genug [um zu versuchen, diesen Wunsch zu erfüllen]. Das Bewusstsein, dabei helfen zu können, ist eine große Motivation für mich“
- Carlo Ancelotti
Neben seinem bisherigen Co-Trainer Paul Clement schloss sich sein Ex-Spieler, die Madrid-Legende Zinédine Zidane als neuer Assistenztrainer seinem Trainerstab an. Bezüglich des Kaders kam es zu einer vielbeachteten Überarbeitung der Offensive. Von Tottenham Hotspur kam für über 90 Millionen Euro Starangreifer Gareth Bale. Auf der Seite der Abgänge stand vor allem der Abschied von Spielmacher Mesut Özil in Richtung des FC Arsenal im Mittelpunkt. Als Grund für den Abschied Özils zu den Gunners gab Ancelotti an, dass einer von Ángel di Maria und Özil habe gehen müssen und er in Hinblick auf die Balance innerhalb der Mannschaft und, weil di Maria mehr Dynamik habe, einen Abgang von Özil für besser hielt. Özil erklärte unterdessen, dass der Grund für seinen Abgang fehlendes Vertrauen durch Ancelotti gewesen sei. Jahre später gab Özil als Grund für seinen Abgang einen Bruch zwischen seinem Vater und damaligen Agenten Mustafa Özil und Vereinspräsident Florentino Pérez an.
Ancelottis erste Spielzeit beendeten seine Schützlinge mit 87 Punkten auf dem dritten Platz. Dabei standen 27 Siege sechs Unentschieden und fünf Niederlagen gegenüber, was Punktgleichheit mit dem Erzrivalen FC Barcelona unter Tata Martino bedeutete, der aufgrund eines besseren Kopf-an-Kopf-Verhältnisses die Vizemeisterschaft ergatterte. In der Copa del Rey führte Ancelotti seine Mannschaft dafür bis ins Finale und setzte sich dort mit 2:1 gegen Barcelona durch. In der Champions League führte er die Königlichen nach Siegen über den FC Schalke 04, Borussia Dortmund und den Titelverteidiger FC Bayern München ebenfalls ins Endspiel. Im Finale in Lissabon stand man in einem Derbi madrileño dem von Diego Simeone trainierten Lokalrivalen und aktuellen Meister Atlético Madrid gegenüber. Nachdem Ancelottis Team ab der 36. Minute mit 0:1 hinten gelegen hatte, gelang Sergio Ramos in der Nachspielzeit per Kopf der Ausgleich zum 1:1. In der Verlängerung schossen Gareth Bale, Marcelo und Cristiano Ronaldo drei weitere Tore zum 4:1-Endstand. Durch den Sieg wurde Ancelotti nach Bob Paisley zum zweiten Trainer, der dreimal die Champions League bzw. den Europapokal der Landesmeister gewann.
Im Sommer 2014 kam es zu einer erneuten Überarbeitung der Offensive. Ángel di Maria musste auf Druck des Vereins und entgegen seines Wunsches die Königlichen in Richtung von Manchester United verlassen. Im Gegenzug wurde dafür WM-Rekordtorschütze James Rodríguez von der AS Monaco ins Bernabéu gelotst. In Hinblick auf die Fülle an Optionen fürs Mittelfeld wurde Rodríguez dabei von Ancelotti als „Transfer für die Zukunft“ beschrieben, insbesondere da zuvor bereits der frischgebackene Weltmeister Toni Kroos, der sich in der folgenden Spielzeit zu einer Stammkraft entwickeln sollte, für 25 Millionen Euro vom FC Bayern zu den Madrilenen gewechselt war. Einen anderen Transfer für die Zukunft lehnte Ancelotti unterdessen rundheraus ab. Der Verein hatte sich auf eine Verpflichtung des norwegischen „Wunderkinds“ Martin Ødegaard festgelegt, Ancelotti hielt diese Verpflichtung nach eigenen Worten für „reine PR“ und setzte Ødegaard konsequenterweise selten ein.
Zu Beginn seiner zweiten Saison feierte Ancelotti einen weiteren Erfolg. Am 12. August 2014 setzte man sich dank eines „Doppelpacks“ von Cristiano Ronaldo mit 2:0 gegen den FC Sevilla im UEFA Super Cup durch. Für Ancelotti war es der dritte UEFA-Super-Cup-Gewinn als Trainer. Einige Monate später im Dezember 2014 gewann er seine zweite und Real Madrid seine erste FIFA-Klub-Weltmeisterschaft. In der Liga wurde Ancelotti mit seiner Mannschaft am Ende der Saison Vizemeister mit 92 Punkten und zwei Punkten Rückstand auf den FC Barcelona unter Luis Enrique. In der Copa del Rey misslang die Titelverteidigung früh durch eine 2:4-Achtelfinalniederlage gegen Stadtrivale Atlético Madrid. In der Champions League schafften es die Titelverteidiger nach einem 5:4-Achtelfinalsieg über Schalke und 1:0-Viertelfinalsieg über Atlético ins Halbfinale. Dieses ging knapp mit 2:3 gegen Ancelottis Ex-Verein Juventus Turin unter Massimiliano Allegri verloren, womit die Titelverteidigung verpasst wurde. Nachdem am Ende der Saison kein großer Titel gewonnen worden war, trennte sich der Verein entgegen dem Wunsch der Spieler ein Jahr vor Vertragsende von Ancelotti und ersetzte ihn durch SSC Neapels Rafael Benítez. Diesen sollte es nur eine halbe Spielzeit bei Real Madrid halten, bevor er Anfang Januar wegen schlechter Ergebnisse entlassen und durch Ancelottis Ex-Assistenztrainer Zinédine Zidane ersetzt wurde.

### FC Bayern München
Zur Saison 2016/17 verpflichtete ihn der FC Bayern München als Nachfolger des zu Manchester City wechselnden Trainers Pep Guardiola. Er erhielt beim deutschen Rekordmeister einen bis zum 30. Juni 2019 datierten Vertrag. Am 11. Juli 2016 wurde er im Rahmen einer Pressekonferenz vorgestellt. In seinem ersten Pflichtspiel gewann er mit den Münchnern am 14. August 2016 durch einen 2:0-Sieg gegen Borussia Dortmund den DFL-Supercup. Nach dem Auswärtssieg in der ersten Runde des DFB-Pokals mit 5:0 gegen den FC Carl Zeiss Jena gewann Ancelotti am 26. August 2016 auch sein erstes Bundesligaspiel mit 6:0 gegen Werder Bremen. Am Saisonende gewann er mit Bayern die deutsche Meisterschaft. 2017 war Ancelotti damit der erste Trainer, der in vier der fünf großen europäischen Ligen – Deutschland, Frankreich, England und Italien – die nationale Meisterschaft gewonnen hat. In der Bundesliga am sechsten Spieltag infolge eines 2:2-Unentschiedens nach 2:0-Führung zur Pause gegen den VfL Wolfsburg auf den dritten Tabellenplatz abgerutscht, stellte der FC Bayern München Ancelotti nach einer 0:3-Niederlage in der Champions-League-Gruppenphase bei Paris St. Germain am 28. September 2017 frei.

### SSC Neapel
Zur Saison 2018/19 unterschrieb Ancelotti einen Dreijahresvertrag beim italienischen Erstligisten SSC Neapel und löste somit den zum FC Chelsea wechselnden Maurizio Sarri ab. Unter Vorgänger Sarri waren die Partenopei in der vorherigen Spielzeit hinter Dauermeister Juventus Turin mit 91 Punkten Zweiter geworden. Zwar schaffte es Ancelotti, Napoli erneut zur Vizemeisterschaft zu führen, dies jedoch mit einer deutlich geringeren Ausbeute von 79 Punkten, während der von Massimiliano Allegri trainierte Titelverteidiger Juventus Turin mit 90 Punkten erneut Meister wurde. In der Champions League schied Ancelotti mit der SSC Neapel bereits in der Gruppenphase aus und gelangte dadurch in die Europa League. Dort kam er bis ins Viertelfinale, wo er nach einer 0:2-Auswärts- und 0:1-Heimniederlage gegen den FC Arsenal unter Unai Emery ausschied.
Im Folgejahr erreichte die SSC Neapel unter Ancelotti in der Königsklasse die Finalrunde, verlor in der heimischen Liga jedoch immer mehr den Anschluss an die Spitzengruppe. Wettbewerbsübergreifend hatte Napoli darüber hinaus die letzten neun Pflichtspiele nicht gewinnen können. Daraus resultierend entließ der Verein ihn am 10. Dezember 2019 im Anschluss an einen 4:0-Sieg gegen KRC Genk im letzten Champions-League-Gruppenspiel.

### FC Everton
Nach acht Jahren kehrte der Italiener Ende Dezember 2019 in die Premier League zurück und wurde Cheftrainer des FC Everton, der sich zu diesem Zeitpunkt auf dem 16. Tabellenplatz befand. Sein Vertrag war bis zum Ende der Saison 2023/24 gültig. Die Saison 2019/20 schloss der Verein auf dem 12. Platz ab. In die Saison 2020/21 startete die Mannschaft mit vier Siegen. Bis inklusive des 6. Spieltags war man Tabellenführer. Im September 2020 wurde Ancelotti mit dem Titel Premier League Manager of the Month ausgezeichnet. Die starken Leistungen konnten nicht gehalten werden und Everton wurde letztlich Zehnter.

### Rückkehr zu Real Madrid
Zur Saison 2021/22 kehrte Ancelotti zu Real Madrid zurück. Er unterschrieb einen Vertrag bis zum 30. Juni 2024 und folgte auf den zurückgetretenen Zinédine Zidane. Wie schon bei seiner ersten Amtszeit in Madrid und bei seinen Engagement beim FC Bayern München, SSC Neapel und dem FC Everton wurde auch dieses Mal wieder sein Sohn Davide Ancelotti Teil seines Trainerstabs. Auf Anhieb führte Ancelotti den Verein zum Gewinn der 35. Meisterschaft und avancierte damit zum ersten Trainer mit Meistertiteln in den fünf großen europäischen Ligen: Italien, England, Deutschland, Frankreich und Spanien. In der Champions League führte er die Königlichen nach Erfolgen über seine Ex-Vereine Paris Saint-Germain und den FC Chelsea sowie Manchester City ins Endspiel. Durch den Einzug ins Finale wurde Ancelotti zum ersten Trainer, der an fünf Champions-League-Endspielen teilnahm. Im Finale in Paris traf er mit seinen Schützlingen in einer Neuauflage der Endspiele von 1981 und 2018 auf den FC Liverpool. Für Ancelotti war es die dritte Finalbegegnung mit den Reds nach 2005 und 2007. Die Partie in Paris wurde dank eines Treffers von Vinícius Júnior mit 1:0 gewonnen. Durch den 1:0-Finalsieg gewann Ancelotti zum vierten Mal als Trainer die Champions League und wurde Rekordsieger des Wettbewerbs.
Zu Beginn der Spielzeit 2022/23 gewann Ancelotti dank Toren von David Alaba und Karim Benzema den UEFA-Super-Cup gegen Eintracht Frankfurt und wurde somit zum ersten Trainer mit vier UEFA-Super-Cup-Siegen. Mitte Januar 2023 gewann er seinen ersten spanischen Supercup und im Februar wurde er zum dritten Mal Klub-Weltmeister. In der Meisterschaft scheiterte die Titelverteidigung und er wurde mit 10 Punkten Rückstand auf Barcelona und Xavi Vizemeister. Durch einen 2:1-Finalsieg über CA Osasuna gewann er dafür nach 2014 zum zweiten Mal die Copa del Rey. In der Champions League gelang ihm nach Siegen über Liverpool und Chelsea der Einzug ins Halbfinale, wo man nach 2022 erneut auf Manchester City und Pep Guardiola traf. Das Hinspiel in Madrid endete zunächst 1:1. Im Halbfinalrückspiel in Manchester stand Ancelotti im 191. Spiel an der Seitenlinie, womit er den CL-Rekord von Alex Ferguson (190 Spiele) übertraf. Die Partie im Etihad-Stadion endete blamabel 0:4, womit die Titelverteidigung verpasst wurde. Im Dezember 2023 verlängerte Ancelotti seinen bis Saisonende datierten Vertrag vorzeitig bis 30. Juni 2026.
In der Saison 2023/24 misslang die Verteidigung des nationalen Pokals, in dem man im Viertelfinale mit 2:4 an Atlético Madrid scheiterte. Dafür gelang sowohl in der Liga als auch auf internationaler Ebene eine Leistungssteigerung. Nach dem zweiten Platz im Jahr zuvor holten Ancelottis Schützlinge den Meistertitel zurück ins Bernabéu. Als spanischer Meister stand man dabei bereits am 34. Spieltag fest. In der Champions League schaffte man nach Siegen über RB Leipzig, Manchester City sowie den FC Bayern München den Einzug ins Endspiel. Durch den Einzug ins Endspiel wurde Ancelotti zum ersten Trainer mit sechs Endspielteilnahmen. In der Partie im Londoner Wembley-Stadion stand man Borussia Dortmund und Edin Terzić gegenüber, womit Ancelotti erstmals auf einen deutschen Verein in einem Endspiel traf. In die Partie gingen die Madrilenen als Favoriten, eine Rolle, der sie mittels Toren von Kapitän Dani Carvajal und Vinícius Júnior gerecht wurden. Durch den 2:0-Erfolg seiner Mannschaft wurde Ancelotti zum ersten Trainer, der fünf Mal die Champions League gewann und nach Zinédine Zidane zum zweiten Übungsleiter der Königlichen, der mit diesen dreimal die Champions League ins Bernabéu holte. Mit dem Sieg in Wembley vervollständigten Ancelotti und Real Madrid ihr zweites „europäisches Double“ in drei Jahren.
Zum 30. Juni 2025 endete sein Vertrag bei Real Madrid und er wurde Trainer der Brasilianischen Fußballnationalmannschaft.

## Titel als Trainer

### Vereine
International
- Champions-League-Sieger (5): 2003, 2007 (beide AC Mailand), 2014, 2022, 2024 (alle Real Madrid)
- Klub-Weltmeister (3): 2007 (AC Mailand), 2014, 2022 (beide Real Madrid)
- Interkontinental-Pokalsieger: 2024 (Real Madrid)
- UEFA-Super-Cup-Sieger (5): 2003, 2007 (beide AC Mailand), 2014, 2022, 2024 (alle Real Madrid)
- UI-Cup-Sieger: 1999 (Juventus Turin)

Italien
(alle AC Mailand)
- Meister: 2004
- Pokalsieger: 2003
- Supercupsieger: 2004

England
(alle FC Chelsea)
- Meister: 2010
- Pokalsieger: 2010
- Supercupsieger: 2009

Frankreich
- Meister: 2013 (Paris Saint-Germain)

Spanien
(alle Real Madrid)
- Meister (2): 2022, 2024
- Pokalsieger (2): 2014, 2023
- Supercupsieger (2): 2022, 2024

Deutschland
(alle FC Bayern München)
- Meister: 2017
- Supercupsieger (2): 2016, 2017

### Persönliche Auszeichnungen
- FIFA-Welttrainer des Jahres: 2024
- Johan-Cruyff-Trophäe („Welttrainer des Jahres“): 2024
- UEFA Club Football Awards Trainer des Jahres: 2003, 2007, 2022
- IFFHS Weltclubtrainer des Jahres: 2007, 2014
- World Soccer Trainer des Jahres: 2003
- ESM Europas Trainer des Jahres: 2007
- Trainer des Jahres in der Serie A: 2001, 2004
- Globe Soccer Award (Bester Trainer des Jahres): 2022[79]

### Sonstiges
- Ancelotti ist neben Ernst Happel, Ottmar Hitzfeld, José Mourinho, Jupp Heynckes, Pep Guardiola und Luis Enrique einer von sieben Trainern, der die UEFA Champions League bzw. den Europapokal der Landesmeister mit zwei verschiedenen Vereinen gewann. Er schaffte es dabei als einziger die Trophäe mit beiden Vereinen mehrmals zu gewinnen.
- Ancelotti ist neben Miguel Muñoz, Giovanni Trapattoni, Johan Cruyff, Frank Rijkaard, Pep Guardiola und Zinédine Zidane einer von sieben Trainern, der die UEFA Champions League bzw. den Europapokal der Landesmeister als Spieler und Trainer gewann.
- Ancelotti ist mit fünf gewonnenen Titeln der erfolgreichste Trainer in der Geschichte des Europapokals der Landesmeister bzw. UEFA Champions League. Zwei gewann er mit der AC Mailand (2003, 2007) und drei mit Real Madrid (2014, 2022, 2024).
- Ancelotti ist der einzige Trainer, der die Meisterschaft in den fünf europäischen Top-Ligen (Italien, England, Frankreich, Deutschland, Spanien) gewann.

## Ehrungen
- Ritter des Verdienstordens der Italienischen Republik: 1991
- Ehrendoktortitel in Kommunikation und Sport von der Universität Païssi von Hilandar in Plowdiw, Bulgarien: 2007
- Offizier des Verdienstordens des Sterns von Italien: 2014
- Ehrendoktortitel im Bereich Wissenschaft und Technik der Universität Parma: 2023[80]

## Leben neben der Trainerlaufbahn
- Im Film Keiner haut wie Don Camillo aus dem Jahr 1984 spielte er einen Fußballer in der Mannschaft des Bürgermeisters.[81]
- Carlo Ancelotti ist in einer Nebenrolle als Arzt im Science-Fiction-Film Star Trek Beyond zu sehen. Durch die Bekanntschaft mit Marco Perego, dem italienischen Ehemann der Schauspielerin Zoe Saldana bekam er Kontakt zu den Filmproduzenten, die Ancelotti bei einem Besuch am Filmset die Nebenrolle an Bord der USS Enterprise anboten.[82]

## Verurteilung wegen Steuerhinterziehung
Seit 2020 ermittelte die spanische Steuerbehörde wegen Steuerhinterziehung gegen Ancelotti. Sein Trainergehalt wurde gepfändet.
Ancelotti war wegen Steuerhinterziehung in zwei Fällen angeklagt worden. Es ging um mögliche Vergehen im Jahr 2014 und 2015. In einem der beiden Fälle wurde er freigesprochen. Am 9. Juli 2025 wurde er zu einer Haftstrafe von einem Jahr verurteilt. Die Haft muss er jedoch voraussichtlich nicht antreten. Zudem wurde Ancelotti zu einer Geldstrafe in Höhe von 386.361,93 Euro verurteilt.

## Publikationen
- Quiet Leadership – Wie man Menschen und Spiele gewinnt. Knaus, München 2016, ISBN 978-3-8135-0752-2.
- Carlo Ancelotti. Die Autobiografie. Piper, München/Berlin/Zürich 2016, ISBN 978-3-492-05799-8.